# 東風・EQ2050
東風・EQ2050「猛士」（とうふう EQ2050、英語: Dongfeng EQ2050、簡体字：东风 EQ2050 猛士）は、アメリカ合衆国のハンヴィーの民生品であるハマー・H1を基に、中華人民共和国の東風汽車集団が開発した軍用多用途軽車両。

## 概要
※
EQ2050は東風汽車集団によって開発された軍用多用途軽車両であり、装甲を備えた派生型や迫撃砲を備えた派生型など、多くのバリエーションが存在する。
武装はCS/LM5 3銃身12.7mm機関銃や40mm自動擲弾銃、PF-89対戦車擲弾発射器RWSなど様々な武装を搭載可能となっている。派生型であるPCP001火力支援車両は99式82mm迫撃砲(W-99)を装備しており、迫撃砲による直接射撃も可能となっている。
また、EQ2050はY-20やY-8による空輸やS-70C-2やZ-8による機外吊り下げ輸送に対応しており、優秀な機動性を持つ。

## 開発
AMゼネラルは1988年に行われた北京国際防務展でハンヴィーを出展した。だが、導入にかかるコストや運用におけるコストの高さなどで、ハンヴィーに対しての導入の関心は示さなかった。
その後、1991年に発生した湾岸戦争によってハンヴィーが大量に投入されたことが、ハンヴィーの導入への関心を高めることとなった。だが、当時の米中関係は1989年に発生した第二次天安門事件によって悪化しており、武器禁輸措置によってハンヴィーの導入は不可能な状態であった。そこで、中国はハンヴィーの民生品であるハマーを構入し、分析を行なった。
21世紀となると東風汽車集団と瀋陽飛機工業集団の2社が汎用4輪駆動車の開発を開始した。設計案は輸入したハマーのシャーシなどを基にしており、影響を強く受けた案となった。
最終的に東風汽車集団の提案した設計案が採用となり、2003年後半から初期の生産が始まり軍事と民間の両方で販売される事が決定した。
|          | 軽装甲機動車 | VBL      | エノク  | コブラ   | LMV       | イーグル |
| -------- | ------------ | -------- | ------- | -------- | --------- | -------- |
| 画像     |              |          |         |          |           |          |
| 全長     | 4.4 m        | 3.87 m   | 4.82 m  | 5.23 m   | 5.50 m    | 5.37 m   |
| 全幅     | 2.04 m       | 2.02 m   | 1.90 m  | 2.22 m   | 2.05 m    | 2.16 m   |
| 全高     | 1.85 m       | 1.70 m   | 1.90 m  | 2.10 m   | 1.95 m    | 2.0 m    |
| 重量     | 約4.5 t      | 約3.59 t | 約5.4 t | 約6.2 t  | 約6.5 t   | 約8.5 t  |
| 最高速度 | 100 km/h     | 95 km/h  | 96 km/h | 115 km/h | 130 km/h  | 110 km/h |
| 乗員数   | 1+3 - 4名    | 2 - 3名  | 2 - 6名 | 1+8名    | 1+3 - 6名 | 1+4名    |

|          | EQ2050   | GAZ-2330 | ハスキーTSV     | ホークアイ | KLTV     | L-ATV    |
| -------- | -------- | -------- | --------------- | ---------- | -------- | -------- |
| 画像     |          |          |                 |            |          |          |
| 全長     | 4.97 m   | 5.70 m   | 5.84 - 6.86 m   | 5.78 m     | 4.90 m   | 6.2 m    |
| 全幅     | 2.134 m  | 2.30 m   | 2.438 m         | 2.39 m     | 2.20 m   | 2.5 m    |
| 全高     | 1.916 m  | 2.30 m   | 2.311 - 2.362 m | 2.39 m     | 2.0 m    | 2.6 m    |
| 重量     | 約3.25 t | 約7.6 t  |                 | 約7.0 t    | 約5.7 t  | 約6.4 t  |
| 最高速度 | 135 km/h | 140 km/h |                 | 130 km/h   | 130 km/h | 110 km/h |
| 乗員数   | 1+3名    | 2+10名   | 2+2名           | 1+4 - 5名  | 1+6名    | 1+3名    |

## 派生型
EQ2050
2ドアソフトトップ型
EQ2050A
4ドアソフトトップ型
EQ2050B
4ドアハードトップ型
EQ2050C
2ドアオフロードピックアップトラック型
EQ2050D
ピックアップトラック型
EQ2050E
4ドアノントップ型
EQ2050M
オフロード民間型
EQ2050M3D
輸出型
EQ2058
装甲型、赤外線探知を防ぐ為ドアとボンネットが非複合材料で構成されている。
CS/VA1 ライトストライクビークル
機関銃または自動擲弾銃を装備可能なモデル。ノリンコ社が生産している。
CTJ-002アサルトビークル
機関銃が車体上部に設置されているモデル。
CSK-002空挺車両
発煙弾発射機に上部と助手席の2箇所に機関銃が設置されているモデル
PCP-001
99式82mm速射迫撃砲を搭載したモデル。中国人民解放軍空軍空降兵に配備されている。
東風  CS/SS4
99式82mm速射迫撃砲を搭載したモデル。
EQ2050 レーザー搭載型(形式不明)
2014年に珠海航空ショーで中国工学物理学アカデミーによって展示された出力10kwの光ファイバーレーザーである「Low-Level Guard-1」を搭載したモデル。

## 運用国
- バングラデシュ
- ベラルーシ
- カンボジア
- 中央アフリカ
- 中国
- ガボン
- キルギス
- ラオス

- マリ
- タジキスタン - 2023年時点で、タジキスタン陸軍がCS/SS4 81mm自走迫撃砲を保有している[14]。
- トリニダード・トバゴ
- トルクメニスタン
- ワ州連合軍
- ベネズエラ
- ベトナム
- ジンバブエ